# Chrystian & Ralf (álbum de 1987)
Ausência é o quinto álbum de estúdio da dupla sertaneja brasileira Chrystian & Ralf, lançado em 1987. Vendeu mais de 750 mil cópias, sendo disco de platina triplo.

## Faixas[3]
| N.º            | Título               | Compositor(es)              | Duração |  |
| 1.             | "Ausência"           | Chrystian / Ralf            | 3:48    |  |
| 2.             | "Flecha da Saudade"  | Domiciano / Rionegro        | 2:39    |  |
| 3.             | "Brigas"             | Domiciano / Rionegro        | 3:34    |  |
| 4.             | "Vida Dividida"      | Roberta Miranda             | 3:10    |  |
| 5.             | "Alguém Pra Mim"     | Chrystian / Ralf            | 2:27    |  |
| 6.             | "Paixão Doce Paixão" | Carreirito / Jaime Sandoval | 3:34    |  |
| 7.             | "Não Importa"        | Chrystian / Ralf            | 3:19    |  |
| 8.             | "Marcas"             | Osmar Navarro / Chrystian   | 2:58    |  |
| 9.             | "Mito"               | Roberta Miranda             | 3:11    |  |
| 10.            | "Boca Louca"         | Neuma Morais / Neon Morais  | 4:10    |  |
| 11.            | "Nós Dois"           | Mário Maranhão / Tivas      | 3:30    |  |
| 12.            | "Pagode"             | Tião Carreiro / Carreirinho | 1:34    |  |
| Duração total: | Duração total:       | Duração total:              | 51:40   |  |

## Certificações
| Brasil (ABPD)                             | 3× Platina | 1987 | 750.000* |
| *número de vendas baseado na certificação |            |      |          |